# Juan Hernández Pérez
Juan Hernández Pérez est un boxeur cubain né le 24 décembre 1962 à Pilón.

## Carrière
Il devient champion olympique des poids coqs aux Jeux de Moscou en 1980 après sa victoire en finale contre le Vénézuélien Bernardo Pinango.

## Parcours aux Jeux olympiques
Médaille d'or aux Jeux olympiques d'été de 1980, à Moscou (poids coqs) :
- Bat Sandor Farkas (Hongrie) 4-1
- Bat Ayele Mohammed (Éthiopie) par arrêt de l'arbitre au 2e round
- Bat Geraldi Issaick (Tanzanie) par arrêt de l'arbitre au 1er round
- Bat Michael Anthony (Guyana) 5-0
- Bat Bernardo Pinango (Venezuela) 5-0